# Un/Dressed
Un/Dressed ist ein deutscher Spielfilm aus dem Jahr 2024 von Regisseur Tim Trachte nach einem Drehbuch von Stefanie Sycholt mit Lena Meckel, Malik Blumenthal und Gerrit Klein. Auf Prime Video wurde der Erotik-Thriller am 20. September 2024 veröffentlicht.

## Handlung
Elle Tannen ist eine junge Unternehmerin, die das Modehaus ihrer Großmutter Margot in eine neue Ära führen möchte. Sie ist mit Thilo, dem Sohn einer einflussreichen Hamburger Familie, in einer Beziehung, mit ihm plant sie eine gemeinsame Zukunft.
Nachdem Elles Großmutter Margot anonyme Drohungen erhält, soll Ben, der wegen Totschlag im Gefängnis war, als Personenschützer für ihre Sicherheit sorgen. Elle ist zwischen Thilo und Ben hin- und hergerissen, mit Ben erlebt sie ein erotisches Abenteuer. 
Während Elle tiefer in Bens Welt eintaucht, erfährt sie Geheimnisse über Thilo, die das Lebenswerk ihrer Großmutter gefährden könnten.

## Produktion und Hintergrund
Die Dreharbeiten fanden vom 6. September bis zum 16. Oktober 2023 in Tallin in Estland statt. Produziert wurde der Film von W&B Television, als Executive Producer fungierten Quirin Berg, Max Wiedemann, Oliver Vogel und Christina Henne. Serviceproduzenten waren Helena Christiansen und Jevgeni Supin.
Die Kamera führte Fabian Rösler, die Musik schrieb Annette Focks, die Montage verantworteten Christian Lonk und Chris Mühlbauer und das Casting Gwendolyn Clayton. Den Ton gestaltete Kristjan Kurm, das Kostümbild Teresa Grosser, das Szenenbild Kristina Lõuk und das Maskenbild Friederike Mirus. Als Intimitätskoordinatorin fungierte Irma Pužauskaitė.

## Rezeption

### Kritiken
Jochen Werner vergab auf filmstarts.de einen von fünf Sternen. Das Prime-Original versuche sich an einem deutschen Beitrag zum Genre des erotischen Thrillers, komme aber steril, prüde und komplett spannungsfrei daher.
derwatchdog.de bewertete den Film mit einem halben von fünf Sternen. Die Produktion biete Soft-Sex ohne erotisches Knistern und fahre dabei das gesammelte Seifenopfer-Programm ab.
Tilmann P. Gangloff vergab auf tittelbach.tv 3,5 von 6 Punkten. Der Film wirke wie eine Reminiszenz an Zeiten, als Hauptdarstellerinnen oft auf ihren Körper reduziert wurden. Obwohl als erotischer Thriller angekündigt werde es erst gegen Ende spannend. Bis dahin lebe der Film von einem simplen Herzkino-artigen Plot und vor allem von den immerhin ästhetisch ansprechenden Sexszenen, ohne die er vermutlich bloß ein Hochglanzlangweiler wäre.
„mit Un/dressed gelingt Regisseur Tim Trachte ein Kunststück, das dem Quotenhit Maxton Hall abging, unter der schillernden Oberfläche entsteht Tiefe und Raum für ernste Abgründe. Ein Film wie Die Liebhaberin, Basic Instinct oder Bertoluccis Die Träumer.“ (Roman Libbertz: criticsandcompliments.com).
„Die Erotik, das Spiel mit dem Feuer und der Leidenschaft ist hier vielmehr das Salz in der Suppe, gibt der Geschichte um dunkle Geheimnisse und abgekartete Spiele in der Welt der Hochfinanz eine besondere Würze, einen eigenen Spin, der „Un/Dressed“ mehr sein lässt als eine handwerklich hochstehend umgesetzte Soap.“ (Thomas Schultze: SPOT)
Oliver Armknecht bewerte den Film auf film-rezensionen.de mit zwei von zehn Punkten. Die Produktion sei attraktiv besetzt, ansonsten sei aber so ziemlich alles missglückt oder derart belanglos, dass man damit nur seine Zeit verschwende. Spannend sei da nichts, tiefgängig sowieso nicht.
Luisa Paulin meinte auf prisma.de, dass jenseits der beeindruckenden, schönen Bilder beinahe jegliche Substanz fehle. Das Drehbuch offenbare zu viele Ideen, um sie in einem Film kohärent zusammenzubringen. Die Geschichte funktioniere weder als Thriller noch als Romanze. Die erotische Spannung verpuffe meistens recht bald, wenn eine der Figuren den Mund aufmacht: Die Dialoge kämen größtenteils hölzern und unnatürlich daher.
kinofans.com (1 von 5 Sternen) urteilte „Kein Thrill, null Erotik“ und schrieb „Langweilig und unerotisch – ein echtes Problem für einen Film, der sich als Erotik-Thriller versteht“.

### Abrufe
In der Woche vom 21. bis zum 27. September 2024 gelangte der Film auf Platz eins der deutschen Prime-Video-Charts.